# Zuhur Wanasi
Zuhur Wanasi, född 1936, är en algerisk författare och politiker. Hon utnämndes 1982 till statssekreterare för sociala frågor, och blev som sådan den första kvinnliga ministern i Algeriet. Hon är känd för sina korta berättelser om sin roll som kvinnlig pionjärpolitiker.  